# フレデリク・ジョシネ
フレデリク・ジョシネ（Frédérique Jossinet 1975年12月16日- ）は、フランスのセーヌ＝サン＝ドニ県出身の元女子柔道選手。身長160cm。アテネオリンピックの銀メダリストでもある
。

## 人物
1993年のフランス国際で初対戦して以来、田村亮子の有力なライバルの一人であったが、フランス国内では同階級のサラ・ニシロ＝ロッソの後塵を拝していた時期もあってか、世界レベルで本格的に台頭してきたのは20代後半になってからであった。2001年地元フランスのパリで行われたヨーロッパ柔道選手権大会で金メダルを獲得した。2003年大阪で行われた世界柔道選手権大会で日本の田村と対戦し敗れて銀メダルに終わる。さらに2004年のアテネオリンピックの女子48kg以下級決勝でも谷（2003年12月に田村より改姓）と対戦したがこれも敗れて銀メダルに終わった。
4年後の北京オリンピックの48kg以下級では初戦開始24秒でカザフスタンのケルベット・ ヌルガジナの小内刈で一本負けを喫した。

## 主な戦績
- 1992年 - ヨーロッパジュニア　3位
- 1993年 - ヨーロッパジュニア　2位
- 1994年 - フランス語圏競技大会　優勝
- 1995年 - フランス国際　2位
- 1995年 - ドイツ国際　優勝
- 1996年 - ドイツ国際　2位
- 1997年 - ワールドカップ国別団体戦　3位
- 1997年 - ルーマニア国際　優勝
- 1997年 - 地中海競技大会　優勝
- 1998年 - フランス国際　3位
- 1998年 - ドイツ国際　優勝
- 1998年 - ワールドカップ国別団体戦　2位
- 1999年 - 福岡国際　3位
- 1999年 - ユニバーシアード　3位
- 2000年 - フランス国際　2位
- 2000年 - 世界学生　3位
- 2001年 - ヨーロッパ選手権　優勝
- 2001年 - ユニバーシアード　3位
- 2002年 - フランス国際　優勝
- 2002年 - ヨーロッパ選手権　優勝
- 2002年 - ドイツ国際　優勝
- 2003年 - フランス国際　優勝
- 2003年 - 世界選手権　2位
- 2004年 - フランス国際　2位
- 2004年 - ヨーロッパ選手権　3位
- 2004年 - アテネオリンピック　2位
- 2005年 - フランス国際　優勝
- 2005年 - 世界選手権　2位
- 2006年 - フランス国際　優勝
- 2006年 - ヨーロッパ選手権　3位
- 2006年 - ワールドカップ国別団体戦　優勝
- 2006年 - 福岡国際　2位
- 2007年 - フランス国際　3位
- 2007年 - ヨーロッパ選手権　3位
- 2007年 - 世界選手権　3位
- 2008年 - フランス国際　2位
- 2008年 - ヨーロッパ選手権　2位
- 2009年 - グランドスラム・パリ　2位
- 2009年 - グランプリ・ハンブルク　3位
- 2009年 - ヨーロッパ選手権　優勝
- 2009年 - グランドスラム・リオデジャネイロ　優勝
- 2009年 - 世界選手権　3位
- 2010年 - ワールドマスターズ　5位
- 2010年 - グランドスラム・パリ　2位
- 2010年 - グランドスラム・リオデジャネイロ　2位
- 2010年 - 世界選手権　5位
- 2011年 - ヨーロッパ選手権　3位
- 2011年 - グランドスラム・モスクワ　3位
- 2011年 - 世界選手権　5位
- 2011年 - グランプリ・アブダビ　3位
- 2012年 - ヨーロッパ選手権　5位